# ایرما (لمباردی)
ایرما (به ایتالیایی: Irma) یک کومونه در ایتالیا است که در استان برشا واقع شده‌است. ایرما ۴ کیلومتر مربع مساحت و ۱۴۶ نفر جمعیت دارد.